# Willi Kirschner
Willi Kirschner, nemško-romunski rokometaš, * 9. december 1911, † marec 1994.
Leta 1936 je na poletnih olimpijskih igrah v Berlinu v sestavi romunske rokometne reprezentance osvojil peto mesto.